# Love and the Law (film, 1913, Reid)
Pour plus de détails, voir Fiche technique et Distribution.
Love and the Law est un film muet américain réalisé par Wallace Reid et sorti en 1913.

## Synopsis
John Allen, qui est amoureux de la jolie Mabel Trude, devient le shérif de la petite communauté où il vit, ce qui impressionne la jeune femme. Ils se fiancent alors et John découvre que Tom Trude, le frère de Mabel, est une sorte de type extrêmement malchanceux aux cartes. Son beau-frère lui propose alors de le rejoindre comme adjoint du shérif, espérant ainsi payer la dette de Tom qui découvre le monde du travail réel. Plus tard, le bureau de poste est attaqué et le shérif est appelé à traduire les auteurs en justice.
Après une rencontre animée entre le shérif et les voleurs, ces derniers prennent la fuite avec les autres qui les poursuivent. Le shérif prend lui-même l'affaire en main et réussit à les retrouver. À sa grande consternation, il s'avère que le frère de Mabel a participé à l'attaque. John est alors obligé passer devant sa maison avec le prisonnier et Mabel les aperçoit. Surprise, elle tente de plaider en faveur de son frère puis se fâche. Se ressaisissant, elle joue alors sa plus grande carte, son amour pour lui contre la liberté de son frère. La lutte mentale du shérif est intense, mais en fin de compte, il prend une décision claire. Prenant la bague de fiançailles qu'il avait acheté, il la rend sans un mot à Mabel et repart avec son prisonnier vers la prison.

## Fiche technique
- Titre original : Love and the Law
- Réalisation : Wallace Reid
- Scénario : Wallace Reid
- Photographie :
- Montage :
- Producteur :
- Société de production : American Film Manufacturing Company
- Société de distribution : Mutual Film
- Pays d'origine :  États-Unis
- Langue : film muet avec les intertitres en anglais
- Format : Noir et blanc — 35 mm — 1,33:1 — Muet
- Genre : Western
- Durée :
- Dates de sortie : 
  -  États-Unis : 2 janvier 1913
  -  Royaume-Uni : 1er mars 1913

## Distribution
- Wallace Reid : le sheriff John Allen
- Lillian Christy : Mabel Trude
- Edward Coxen : Tom Trude
- Chester Withey : le hors-la-loi